# Nightmare Alley (pel·lícula de 2021)
Nightmare Alley és una pel·lícula de suspens psicològic neo-noir del 2021 dirigida per Guillermo del Toro a partir d'un guió del mateix Del Toro i Kim Morgan, basada en la novel·la homònima del 1946 de William Lindsay Gresham. El film compta amb un repartiment coral que inclou Bradley Cooper, Cate Blanchett, Toni Collette, Willem Dafoe, Richard Jenkins, Rooney Mara, Ron Perlman, Mary Steenburgen i David Strathairn. És la segona adaptació cinematogràfica de la novel·la de Gresham, després de la de 1947. La pel·lícula se centra en Stan Carlisle (Cooper), un ambiciós firaire que rivalitza amb la corrupta psiquiatra Dra. Lilith Ritter (Blanchett), la qual demostra ser tan perillosa com ell.

## Argument
El 1939, un rodamon, Stan Carlisle, aconsegueix treball en un fira i veu un espectacle en què un home trastornat es menja un pollastre viu. Comença a treballar amb la clarivident Madame Zeena i Pete, el seu marit alcohòlic. Pete comença a ensenyar els trucs a Stan, advertint-lo que no els faci servir per simular que parla amb els morts. Una nit, Pete demana alcohol a Stan i després el troben mort. Stan salva l'espectacle usant les seves habilitats de lectura en fred per convèncer el xèrif que no el tanqui. Molly accepta marxar amb Stan i amb el llibre de trucs de Pete.
Dos anys més tard, Stan s'ha reinventat amb èxit amb un espectacle psíquic per a l'elit adinerada de Buffalo, amb Molly com a assistent. Durant una actuació, el seu acte és interromput per la psicòloga Dra. Lilith Ritter, que intenta descobrir-ne el truc. Stan supera i humilia Ritter amb les seves habilitats de lectura en fred. Stan també llegeix en fred al jutge Kimball, que se li acosta per a una consulta privada i ofereix pagar a Stan perquè l'ajudi a comunicar-se amb el seu fill, que va morir a la Primera Guerra Mundial. Tot i les objeccions de Molly, Stan accepta.

## Producció
Es tracta de primera pel·lícula de Del Toro des de The shape of water (2017). El col·laborador habitual Dan Laustsen va exercir com a director de fotografia, mentre que Nathan Johnson va reemplaçar Alexandre Desplat com a compositor de la banda sonora. El rodatge va començar el gener del 2020 a Toronto, però es va aturar el març del 2020 a causa de la pandèmia de COVID-19. La producció es va reprendre el setembre del 2020 i va concloure al desembre.
La pel·lícula es va estrenar a l'Alice Tully Hall de la ciutat de Nova York l'1 de desembre de 2021 i als cinemes estatunidencs el 17 de desembre de 2021. Va rebre crítiques generalment favorables, que van elogiar-ne la direcció de Del Toro, l'estil visual, la cinematografia, la banda sonora, el disseny de vestuari, el disseny de producció i les actuacions de Cooper i Blanchett, encara que també se'n va criticar l'excessiva durada i va ser considerada pitjor que la pel·lícula del 1947. Va ser nomenada com una de les deu millors pel·lícules del 2021 pel National Board of Review i l'American Film Institute. També va rebre vuit nominacions als Premis de la Crítica Cinematogràfica del 2021 i 4 nominacions als Premis Oscar del 2021, entre elles la de millor pel·lícula.